# Théâtre Old Vic
 (août 2024).
Si vous disposez d'ouvrages ou d'articles de référence ou si vous connaissez des sites web de qualité traitant du thème abordé ici, merci de compléter l'article en donnant les références utiles à sa vérifiabilité et en les liant à la section « Notes et références ».
Le théâtre Old Vic est un théâtre situé juste au sud-est de la gare de Waterloo à Londres. Fondé en 1818, il a été pris en charge par Emma Cons (en) en 1880 lorsqu'il fut connu sous le nom de Hall Royal Victoria. En 1898, Lilian Baylis, la nièce d'Emma Cons a repris en charge la gestion du théâtre et a commencé en 1914 à produire des pièces de Shakespeare. Le bâtiment a été endommagé en 1940 lors de raids aériens et il est devenu en 1951, après sa réouverture, un bâtiment classé.
Il était connu aussi pour avoir formé le noyau de la compagnie du Royal National Theatre en 1963. La compagnie du théâtre national est resté à Old Vic jusqu'à ce que de nouveaux locaux soient construits sur la rive sud en 1976. Il a subi une rénovation complète en 1985. 
En 2003, l'acteur américain Kevin Spacey est nommé nouveau directeur artistique de la société Old Vic Theatre. Le Britannique Matthew Warchus lui succède en 2015.